# Varela (football, 1904)
Pour les articles homonymes, voir Varela.
Manuel Gonçalves, plus communément appelé Varela, est un footballeur portugais né le 13 juin 1904 à Lisbonne et mort à une date inconnue. Il évoluait au poste de milieu de terrain.

## Biographie

### En club
Durant sa carrière, il joue principalement au Sporting Portugal,.
À une époque où la première division portugaise n'existait pas, il dispute le championnat de Lisbonne avec les autres équipes lisboètes. Il est notamment Champion de Lisbonne en 1931,.

### En équipe nationale
International portugais, il reçoit trois sélections en équipe du Portugal entre 1926 et 1929 toutes disputées dans le cadre d'amicaux.
Le 26 décembre 1926, il dispute un match contre la Hongrie (match nul 3-3 à Porto).
Le 16 mars 1927, il joue contre la France (victoire 4-0 à Lisbonne).
Son dernier match est disputé le 17 mars 1929 contre l'Espagne (défaite 0-5 à Séville).

## Palmarès
Avec le Sporting Portugal :
- Champion de Lisbonne en 1931